# آنتونی مولینو
آنتونی مولینو (انگلیسی: Anthony Molino؛ زادهٔ ۱ ژانویهٔ ۱۹۵۷) مترجم اهل ایتالیا است.

## افتخارات
وی همچنین برندهٔ جوایزی همچون برنامه فولبرایت شده‌است.